# Slim Lay
Adrian „Slim“ Lay (* 18. Dezember 1923 im Cullman County, Alabama; † 1973) war ein US-amerikanischer Country-Musiker und -DJ.

## Leben

### Kindheit und Jugend
Lay wurde in Alabama geboren und lernte als Kind Gitarre. Für den Gitarrenunterricht musste Lay drei Meilen zur nächsten Schule laufen. Mit zwölf Jahren gewann er einen Talentwettbewerb und bekam eine eigene Radiosendung.

### Karriere
Später zog Lay nach Birmingham, Alabama. In seiner frühen Karriere trat er auch als „Arkansas Tex“ oder „Tex Lay“ auf. In Birmingham arbeitete Lay mit Happy Wilson and his Golden River Boys auf WAPI und gründete mit Wilson den Musikverlag Golden River Publishing. Einige Monate später schloss Lay sich Lost John and his Kentuckians in Atlanta an. Diese Gruppe wurde von Bill Monroe nach Nashville, Tennessee, geholt, wo Lay mit der Band im Programm des Senders WSIX zu hören war. Durch den Umzug nach Nashville gelang Lay der Sprung in die nationale Country-Szene. Die Milo Twins engagierten ihn als Fiddler und Ansager für ihre Auftritte in der Grand Ole Opry auf WSM.

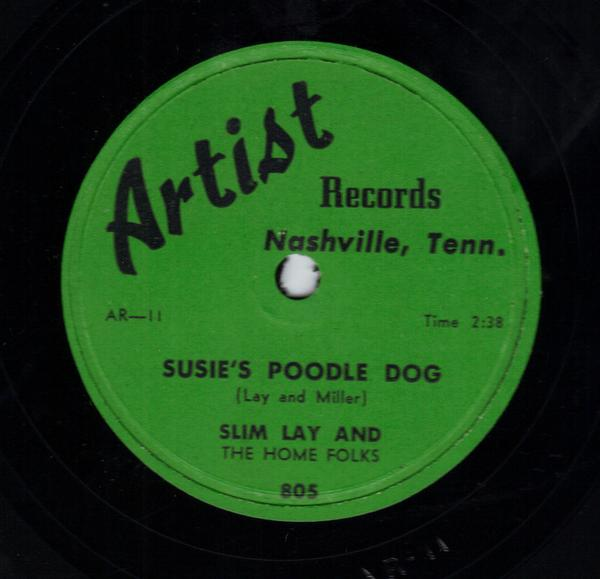
Susie's Poodle Dog

Während des Zweiten Weltkrieges wurde Lay zur US Army eingezogen und wurde in England, Frankreich und Deutschland eingesetzt. Während seines Militärdienstes fand er aber immer wieder Zeit, die Soldaten mit Musik zu unterhalten. Nach seiner Entlassung aus der Armee kehrte er zurück nach Nashville und arbeitete als Hintergrundmusiker für Curly Fox und Texas Ruby. Des Weiteren hatte der Radioshows auf WKUL in Cullman, Alabama, auf WHOS in Decatur und war regelmäßig Gast des Midway Jamborees in Gadsden.
In Nashville trat Lay mit Stars wie Milton Estes, Little Jimmy Dickens und George Morgan auf. In diese Zeit fallen auch Lays Plattenaufnahmen mit Artist Records und Delta Records. 1946 hatte Lay in Nashville Christene Vickers geheiratet, mit der er zwei Kinder hatte. 1953 ließen sich die beiden mit ihrer Familie in Huntsville, Alabama, nieder, wo Lay seinen eigenen Plattenladen Slim's Record Ranch besaß und ab 1958 auf WBHP zu hören war. Zudem leitete er sein eigenes Plattenlabel Cherokee Records, das unter anderem Curly Putman unter Vertrag hatte. Bis zu seinem Tod war er regelmäßig auf verschiedenen Fiddle Contests vertreten.
Slim Lay starb 1973.

## Diskographie
| Jahr | Titel | Label #    |
| ---- | --- | ---------- |
|      | Susie's Poodle Dog / I'll Never Find Another You (mit den Home Folks / Gesang von Carolyn Gossett)           | Artist 805 |
|      | Talkin' About Susie / I'll Never Find Another You (mit der Crossroad Follies Gang / Gesang von R.C. Johnson) | Delta 600  |
|      | Asiatic Flu / Trouble Along the Cable (B-Seite mit Happy Wilson)                                             | Dash 100   |